# ولی‌ممیلو
ولی‌ممیلو روستایی است که در استان اردبیل، شهرستان بیله‌سوار، بخش قشلاق‌دشت، دهستان قشلاق شرقی قرار دارد.

## جمعیت
بر اساس سرشماری سال ۱۳۸۵ جمعیت این روستا ۲۷۱ نفر با ۴۹ خانوار بوده‌است.